# Аванзал

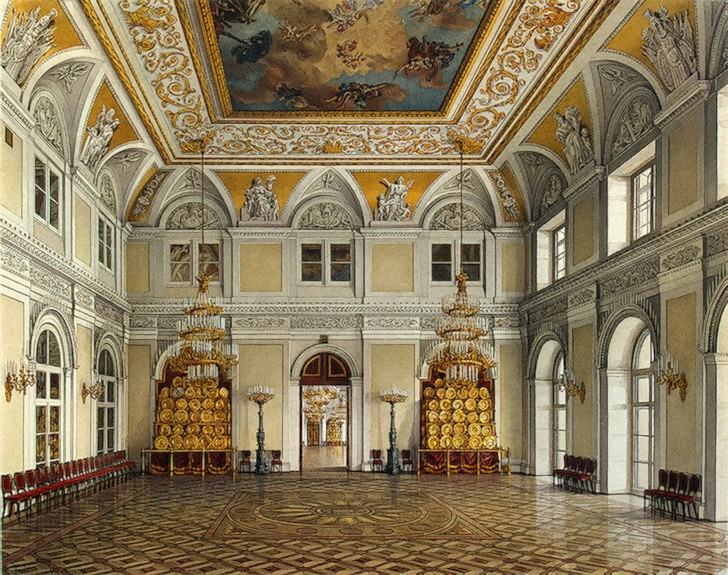
Аванзал перед Головним залом в Зимовому палаці.

Аванзал (від фр. avant — перед і нім. Saal — зал) — невелике за розмірами приміщення перед головною або танцювальним залом у палаці чи заможному особняку. Звичайно знаходилось після низки інших приміщень або парадних сходів.
В подібному значенні, аванзалом також називалася парадне приміщення у громадських спорудах, призначене для аудієнцій або чекання прийому.